# Labicum

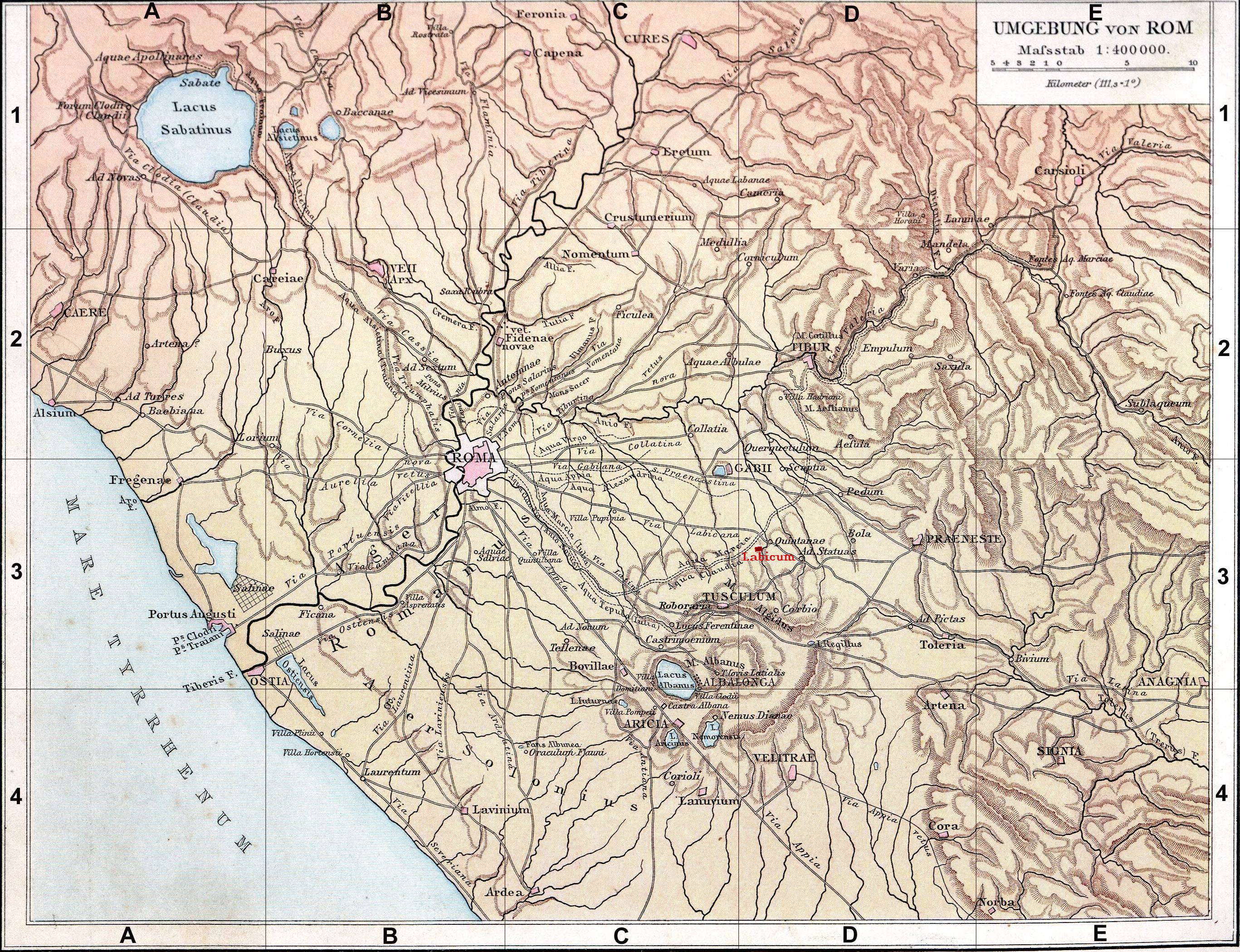
Labicum sur une carte du Latium antique
(1886, G. Droysens Allgemeiner Historischer Handatlas)

Labicum, ou Labici, est une ancienne cité du Latium, à environ 10 km au sud-est de Rome, au nord des monts Albains, sur la Via Labicana, entre Gabies et Tusculum. Tous les aqueducs de la vallée de l'Anio passent près de la ville.
Elle était l'une des trente cités de la Ligue latine au Ve siècle av. J.-C., ayant rejoint les Èques en 419 av. J.-C. avant d'être conquise l'année suivante par la République romaine.